# Overture Maps Foundation
Overture Maps Foundationは、Linux Foundationの後援の下で2022年12月中旬に発足した協力してオープンデータの地図を作製するための財団である。その使命は「信頼性が高く、使いやすく、相互運用性のあるオープンデータの地図データを製作することで、現在と次世代の地図製品を強化する」ことである。Overture Maps FoundationはAmazon、Meta、マイクロソフト、TomTomによって創設された。
Overtureプロジェクトはクラウドソーシングによるオープンストリートマッププロジェクトを補完することを意図しており、Overture Maps Foundationは参加メンバーにオープンストリートマップに地図データを直接提供することを推奨している。
地図データはライセンスの競合により別途要求されない限り、Community Database License Agreement – Permissive v2に基づいて公開される。

## 公開
2024年4月、Overture Maps Foundationはサービスのベータテストの一部としてデータセットの最初のバージョンを公開した。地図データはAmazon Web ServicesとMicrosoft Azureを介してGeoParquet形式で利用できる。
システムのスキーマは開発中である。